# Пронькіно
Про́нькіно (рос. Пронькино) — село у складі Сорочинського міського округу Оренбурзької області, Росія.

## Населення
Населення — 624 особи (2010; 852 у 2002).
Національний склад (станом на 2002 рік):
- чуваші — 57 %
- росіяни — 40 %